# Griegos Independientes
Griegos Independientes (Ανεξάρτητοι Έλληνες, Anexártiti Éllines, ANEL) fue un partido político de tendencia derechista y conservadora de Grecia, creado el 24 de febrero de 2012 por Panos Kammenos, quien había sido anteriormente diputado por Nueva Democracia.
En las elecciones parlamentarias de enero de 2015 lograron el 4,75 % de los votos y 13 escaños quedando en sexto puesto. Tras una rápida negociación llegó a un acuerdo para formar gobierno con el partido Syriza quien había obtenido el 36,3 % de los votos y 149 escaños, necesitando dos para la mayoría absoluta. Como socio minoritario en la coalición de gobierno, ocupó uno de los once ministerios del país durante los siete meses de gobierno de Alexis Tsipras, el Ministerio de Defensa, cuyo ministro fue el líder del partido, Panos Kamenos. 
En las elecciones parlamentarias del 20 de septiembre de 2015, obtiene 200 423 votos (3,69 %) y 10 escaños, quedando en el 7º puesto. Volvió a convertirse en socio de coalición de SYRIZA, en el segundo mandato de Tsipras. No obstante, dejó el gobierno en enero de 2019.

## Historia
El partido Griegos Independientes fue fundado por Panos Kamenos, quien militó anteriormente en la formación conservadora Nueva Democracia, el 24 de febrero de 2012, después de que este fuera expulsado, junto a otros 20 diputados, de Nueva Democracia por haber votado en contra de una moción de confianza contra el Gobierno de Lucas Papadimos, quien había liderado la transición del último gobierno del PASOK (que cayó en otoño de 2011) y el ejecutivo de Antonis Samarás que cayó en junio de 2012.
De los 20 diputados expulsados, 10 se unieron al nuevo partido. Un hasta entonces diputado del PASOK también se unió a la formación, por lo que antes de la convocación de las elecciones anticipadas de mayo de 2012 el partido contaba con 11 diputados en el Consejo de los Helenos.
En las elecciones parlamentarias de mayo de 2012, obtuvo 33 escaños y el 10,6 %, lo cual dio un fuerte respaldo a la  formación, aunque un mes después, cuando se volvieron realizar elecciones, solo pudo lograr 20 escaños y el 7,5 %. Actuó como oposición y votó en contra de todas las votadas en el marco del segundo plan de rescate de Grecia, junto a partidos de izquierda como Syriza o el KKE.
En las Elecciones al Parlamento Europeo de 2014, los Griegos Independientes obtuvieron un 3,5 % de los votos, obteniendo un eurodiputado e integrándose en el grupo parlamentario Conservadores y Reformistas Europeos. 
En las elecciones de enero de 2015 obtiene 13 diputados con un 4,75 % de los votos. Tras ellas, dio su apoyo a la coalición de izquierdas SYRIZA, a pesar de sus notables diferencias ideológicas, para que esta formación pudiera formar gobierno, que se había quedado a dos escaños de la mayoría absoluta. El apoyo a SYRIZA le permitió colocar a su líder, Panos Kamenos, como Ministro de Defensa, un ministerio importante en Grecia, pues el gasto militar por habitante es de los diez más altos del mundo y el país tiene tensiones diplomáticas con algunos de sus países fronterizos. Según trascendió a los medios, ANEL prometió respaldar el programa económico y social de SYRIZA a cambio de que esta dejara a un lado sus aspiraciones de separar a la Iglesia del Estado y no redujera el gasto militar. A pesar de sus ideologías completamente opuestas, los dos partidos coinciden en su postulados contra la austeridad y la deuda. El gobierno entre SYRIZA y ANEL finalizó el 27 de agosto de 2015, tras la renuncia previa de Alexis Tsipras como primer ministro. Panos Kammenos dejó el cargo de Ministro de Defensa al día siguiente tras conformarse el gabinete de la nueva primera ministra Vasilikí Thánou. En las elecciones de septiembre de 2015 obtiene 10 diputados con un 3.69% de los votos. Tras ellas, volvió a convertirse en socio de SYRIZA, y Kammenos recuperó su cargo ministerial.
El 13 de enero de 2019, el ministro de Defensa Panos Kammenos y su partido Griegos Independientes abandonaron la coalición gobernante de Grecia debido al acuerdo alcanzado sobre la disputa sobre el nombre de Macedonia, dejando a Tsipras sin una mayoría viable en el parlamento. En consecuencia, Tsipras convocó una moción de confianza en el parlamento. Dicha moción acabó siendo superada con una ajustada mayoría.
En las Elecciones al Parlamento Europeo de 2019, los Griegos Independientes obtuvieron un 0,7 % de los votos, perdiendo su representación. El 9 de junio de 2019, Kammenos anunció que ANEL no participaría en las elecciones parlamentarias de 2019.

## Ideología

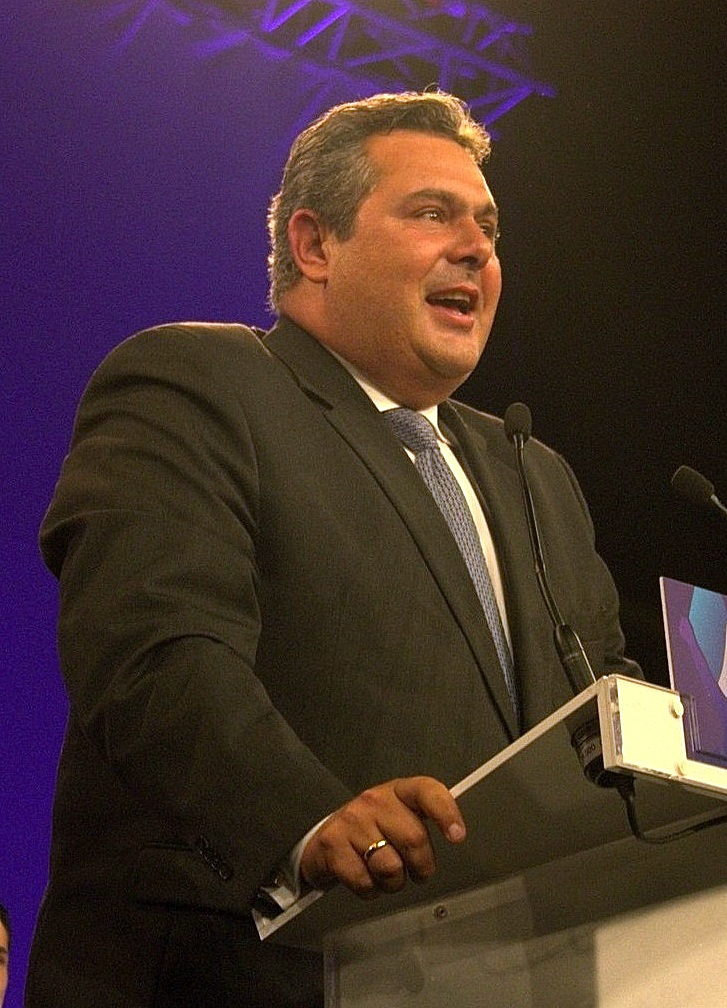
El líder del partido, Panos Kamenos, en 2013.

Las directrices ideológicas del ANEL son las siguientes; en lo económico pide la renovación del primero y del segundo memorandos de los préstamos realizados a Grecia con motivo de los rescates impuestos por la UE y el Fondo Monetario Internacional. Considera los acuerdos como ilegales y pide el levantamiento de la inmunidad de los políticos responsables de los mismos, así como una investigación y el posterior enjuiciamiento de todos los que puedan considerarse responsables de la situación en la que se quedó el país a raíz de la crisis económica.
El líder del partido ha manifestado públicamente que el FMI y la UE, «utilizan la deuda pública como un medio de control» y que Grecia se ha convertido en un «animal de laboratorio» en un experimento de austeridad. Señala a Alemania como uno de los responsables que han llevado a Grecia una espiral de recortes, afirmando que «Alemania no trata a Grecia como un socio sino un maestro a su alumno ... trata [Alemania] de convertir una Europa de Estados independientes en una Europa dominada por Alemania».
En el programa oficial del partido afirma que se repudiará parte de la deuda de Grecia, ya que fue según el ANEL, esta fue creada por los especuladores en una conspiración para llevar a Grecia al borde de la quiebra.  
En diciembre de 2012 anunció que iba a empezar a trabajar para crear un «Frente Democrático Patriótico», cuyo objetivo es salvar a Grecia de la avalancha neoliberal. También exige reparaciones de guerra a Alemania (por la invasión y ocupación de Grecia en la Segunda Guerra Mundial). En política social, se oponen a la multiculturalidad y quieren reducir la inmigración y apoyar el desarrollo de un sistema educativo orientado al cristianismo ortodoxo.

## Resultados electorales
| Elecciones | # de votos | % de votos | Escaños | +/- | Posición | Resultado            |
| ---------- | ---------- | ---------- | ------- | --- | -------- | -------------------- |
| May.-2012  | 664.737    | 10,62%     | 33/300  |     | 4.º      | Repetición electoral |
| Jun.-2012  | 462.456    | 7,51%      | 20/300  | 13  | 4.º      | Oposición            |
| Ene.-2015  | 293.371    | 4,75%      | 13/300  | 7   | 6.º      | Coalición con SYRIZA |
| Sep.-2015  | 200.423    | 3,69%      | 10/300  | 3   | 7.º      | Coalición con SYRIZA |